# Maevia susiformis
Maevia susiformis là một loài nhện trong họ Salticidae.
Loài này thuộc chi Maevia. Maevia susiformis được Władysław Taczanowski miêu tả năm 1878.